# Pere Julià i Sust
Pere Julià i Sust (Vilassar de Mar, Maresme, 1861 - 1939) va ser un escriptor i secretari municipal de l'Ajuntament de Vilassar de Mar fins a la seua jubilació el 1927.
Va escriure poesia i molts articles d'opinió, de divulgació històrica local i costumistes, que publicà en periòdics com La Costa de Llevant. També va ser un dels corresponsals de Mossèn Alcover i es va inscriure en el Primer Congrés Internacional de la Llengua Catalana del 1906. Va ser membre directiu de l'Agrupació Catalanista de Vilassar de Mar (1897) i de l'Associació Catalanista de la Costa de Llevant (1898). Va signar el Missatge a la Reina Regent (1888) i, dins la Unió Catalanista, i va ser nomenat delegat a les Assemblees de Manresa (1892), Reus (1893), Balaguer (1894), Olot (1895), Girona (1897), Terrassa (1901) i Barcelona (1904).